# Чонгарські мости
Чонга́рські мости́ — залізничний міст та дамба через затоку Сиваш на перегоні Новоолексіївка — Джанкой та автомобільний міст на європейському автошляху  E105 (також М18 за класифікацією України або 35А-002 за класифікацією Росії). За декілька десятків метрів від автомобільного мосту, що діє, також знаходиться не експлуатований старий автомобільний міст у занедбаному стані.

## Історія
Перший масштабний проєкт щодо покращення кримської транспортної інфраструктури, який здійснила Російська імперія після анексії Кримського півострова 1783 року, мав жартівливе прізвисько «хвіртка в Крим». Зведений на початку XIX століття (на карті 1836 вже позначений і підписаний, як Чонгарський міст), і став другою сухопутною альтернативою природному Перекопському перешийку. Під час Кримської війни середини ХІХ століття Чонгарський міст мав важливе стратегічне значення для Росії: ним здійснювалося постачання російських військ, які брали участь у Кримській війні. Від диверсій міст тоді охороняв загін князя Лобанова-Ростовського.

### Російсько-українська війна (1918)
Під час Кримської операції Армії УНР у квітні 1918 року Чонгарський міст узяли штурмом українські війська.

### Російсько-українська війна (2014—2022)
У 2014 році, у відповідь на анексію Криму Росією, уряд України доручив замінувати старий та новий мости з українського боку. При цьому лінія зіткнення проходить приблизно посередині мостів, а тому російські прикордонники не контролюють замінованих українських країв мостових переходів.

### Російсько-українська війна
24 лютого 2022 року, під час російського вторгнення в Україну при спробі підриву мосту задля зупинення просування танкової колони російських військ загинув сапер 35-ї окремої бригади морської піхоти, матрос Віталій Скакун. 26 лютого 2022 року Президент України Володимир Зеленський підписав указ про присвоєння звання Героя України саперу, матросу Віталію Скакуну, який ціною власного життя підірвав одну з двох автомобільних смуг мосту разом із собою.
25 квітня 2022 року Генеральний штаб Збройних сил України заявив, що Чонгарський міст був замінований, але українським військовим протистояли сили, що переважали у 15 разів. Раніше в мережі поширювали інформацію, що нібито перед російським вторгненням в Україну Чонгар розмінували. Станом на кінець 2024-го підтвердженої інформації чи інших деталей  стосовно розмінування Чонгарських мостів перед повномасштабним наступом РФ у відкритому доступі немає. Ведуться розслідування відповідними органами, а також журналістами.
10 серпня 2022 року трапилася масштабна пожежа південніше мосту, де до 24 лютого 2022 року був контрольно-перепускний пункт України. Пожежа виникла внаслідок вибухів на адміністративному кордоні з Кримом, біля села Чонгар.
22 червня 2023 року, близько 05:00 ранку, в ході українського контрнаступу, обидва автомобільні мости атаковано. За характером ураження та уламками припускається, що це був удар крилатими ракетами Storm Shadow Сил оборони України. Ці мости мають стратегічне значення для російських окупаційних військ, оскільки є одними із небагатьох наземних шляхів від тилових складів в т. о. Криму до лінії фронту в Херсонській та Запорізькій областях; ймовірно, пошкодження мостів може суттєво вплинути на російську логістику.
5 липня 2023 року представник Генерального штабу Олексій Громов підтвердив інформацію, що ЗСУ завдали удар по Чонгарських мостах в тимчасово окупованому Криму ракетами Storm Shadow. Свідченням ефективності крилатих ракет даного класу є пошкодження мостів через озеро Сиваш поблизу Чонгару, що значно ускладнило постачання противника боєприпасами та іншими матеріально-технічними засобами.
29 липня 2023 року, вранці, Сили оборони України успішно атакували Чонгарський залізничний міст на адміністративному кордоні Криму та Херсонської області, що ускладнило логістику російських окупаційних військ на тимчасово окупованих територіях Запорізької та Херсонської області. Удари підтвердило Стратегічне командування Збройних сил України.
6 серпня 2023 року ЗСУ підтвердили, що близько 15:00 завдали ракетного удару по Чонгарському автомобільному мосту. Було зафіксовано три-чотири удари. Міст отримав значні пошкодження дорожнього покриття. За даними Інституту вивчення війни, це значно ускладнить логістику російських військ на заході Запорізької області та на кордоні Запорізької та Донецької областей, та змусить перенаправити автомобільний рух, через довший західний маршрут.
Протягом наступних днів поруч зі зруйнованими мостами через Чонгарську та Арабатську протоки були споруджені понтонні переправи.

## Опис
Залізничний міст двоколійний, пролітні споруди розташовані на північній частині, основна частина затоки Сиваш долається греблею. З 27 грудня 2014 року, за ініціативи уряду України припинено залізничне сполучення з Кримом. Контактна мережа була демонтована, а міст перекрито колючим дротом.
Діючий автомобільний міст через Чонгарську протоку, з'єднує півострови Чонгар та Тюп-Джанкой. Через протоку перекинуто два нових автомобільних мости (Новий Чонгар та Херсонський мости) на автошляху М18 або 35А002. Старий Чонгарський міст, розташований на південь, у покинутому стані.
Берегову лінію біля північного та південного боків мостів густо покриває мережа польових фортифікаційних споруд та вогневих позицій часів Громадянської війни та німецько-радянської війни. Після подій 2014 року, пов'язаних із анексією Криму Росією, з північного та південного боків мостів українська та російська армії відновили та побудували низку нових польових фортифікацій. Біля берега півострова Чонгар до 24 лютого 2022 року розташовувався передовий прикордонний пункт України, посередині Херсонського моста — тимчасовий, до деокупації Криму, прикордонний пункт РФ.